# یودیت شیمیچ
یودیت شیمیچ (مجاری: Judit Simics؛ زادهٔ ۲۸ سپتامبر ۱۹۶۷) بازیکن هندبال اهل مجارستان است.